# G6辅路
G6辅路，又称 216省道，原称八达岭高速辅路（海淀区及朝阳区境内）和G110辅线（昌平区内西关环岛以南），是北京市境内的一条市政道路或公路。

## 历史
现状G6辅路的前身为京张公路德胜门至延庆段，其中德胜门至昌平西关一段曾为明朝谒陵御道，1934年基本形成简易公路:644-645。1953年，德胜门至昌平段34.1公里铺筑沥青路面，成为当时北京远郊第一条沥青路。1982年，随着昌平西关经德胜口至延庆的过境公路建成，昌平西关以西段不再是京张公路正线的一部分:645。
在建设八达岭高速公路前，马甸桥至昌平西关环岛段称“昌平路”（亦俗称“京昌路”）:645，昌平西关环岛至南口环岛（现已改成十字路口）段称“南口路”:649，南口环岛至上关城（昌平延庆交界）段称“居庸关路”:650。八达岭高速建成后，朝宗桥成为西侧辅路的一部分。
G6辅路长期以来经过八达岭长城核心区域，为保护长城，同时实现景区的封闭化管理，在多名文保专家的建议下，八达岭过境线工程于2004年提出。该工程东起八达岭国家森林公园售票处，西至营城子北口（营城子立交南侧），全长7.2公里，2007年上半年开工建设，2011年8月31日建成通车。建成后，G6辅路八达岭段改经过境线，老线则恢复八达岭路的名称。

## 途径
该道路的起点为与北京三环路相交叉的马甸桥（南接德胜门外大街），终点是与张家口怀来康祁公路相接的京冀界处以东（西北接 234国道和康祁公路，也就是怀来457县道），途径中国北京市西城区、朝阳区、海淀区、昌平区、延庆区。
- 位于马甸桥西北角非机动车道的G6辅路首个路标（实际位于海淀区花园路街道，东北角未设置）
- 东辅路（S216）23公里标
- 西辅路（T216）23公里标

## 隶属关系
该道路是 京藏高速在北京市境内的辅路，由于共线也是 110国道在昌平西关环岛以南路段的辅路，其中马甸桥至陈庄桥段全程在 京藏高速两侧，陈庄桥至 234国道段则与 京藏高速分离。在马甸桥至陈庄桥之间为双向四至六车道分布在 京藏高速两侧，陈庄桥以北则为双向二至四车道。G6辅路榆林堡南口（北京公交榆林堡西站附近）至京冀界段已经并入 234国道。